# Príncipe Tomohira
Príncipe Tomohira (具平親王, Tomohira Shin'nō, também chamado Nochi no Chūshoō,  964 - 1009), foi um membro da família imperial do Período Heian da história do Japão. Foi o nono filho do Imperador Murakami, sua mãe foi a Princesa Sōshi (Takako). Tomohira se tornou Nakatsukasa-kyō (Ministro de Assuntos Internos).

## Vida e Carreira
Em 965, Tomohira foi proclamado shin'nō (príncipe). Em 967 seu pai veio a falecer e poucos meses depois foi a vez de sua mãe. Em 977 no reinado de seu irmão Imperador En'yu ocorreu seu Genpuku (cerimônia de amadurecimento). E em 986 no reinado de seu sobrinho Imperador Ichijo se tornou Hyōbu-shō (Ministro da Guerra) e Chūmukyō (Ministro de Assuntos Internos). Em 1007 abandona os dois cargos. E em 1009 veio a falecer.

## Via literária
Tomohira tinha uma rica curiosidade intelectual e uma atitude firme desde a infância. O Imperador Ichijo em um texto literário afirmou que Tomohira foi uma figura central do mundo literário. Já havia na família uma grande influência literária, Minamoto no Kaneakira (o décimo-sexto filho do Imperador Daigo) o chamava Nochi no Chūshoō (ultimo rei da arte contemporânea). Seus versos feitos em Shodō, utilizavam seu conhecimento no Onmyōdō e também sua familiaridade com a medicina.
Estudou com Tachibana no Masamichi, Yoshishige no Yasutane e Ōe no Masahira, além disso era próximo de Fujiwara no Tameyori e Fujiwara no Tametoki (respectivamente tio e pai de Murasaki Shikibu,  autora do Genji Monogatari). Existe uma controvérsia sobre quais obras são melhores: as suas, as de Fujiwara no Kintō, as de Kakinomoto no Hitomaro ou as de Ki no Tsurayuki. Existia uma história bem conhecida entre os funcionários da corte que afirmava que Hitomaro era o melhor. Foi um dos responsáveis junto com Kintō pela seleção dos Trinta e seis Imortais da Poesia. Três de seus poemas foram escolhidos para a antologia Shūi Wakashū (a terceira antologia imperial de waka do período Heian, compilado por ordem do Imperador Aposentado Kazan em aproximadamente 1005). No total 41 obras de Tomohira estão representadas no Nijūichidaishū (a coleção das antologias imperiais). Além disso existem obras suas no Honchō Reisō, no Wakan Rōeishū e no Honchō Monzui.